# Буонвизи, Франческо
Франческо Буонвизи (итал. Francesco Buonvisi; 16 мая 1626, Лукка, Республика Лукка — 25 августа 1700, там же) — итальянский куриальный кардинал, папский дипломат и доктор обоих прав. Племянник кардинала Джироламо Буонвизи. Титулярный архиепископ Фессалоник с 16 июня 1670 по 1 сентября 1681. Апостольский нунций в Кёльне с 16 июня 1670 по 3 ноября 1672. Апостольский нунций в Польше с 20 июля 1673 по 20 июля 1675. Апостольский нунций в Австрии с 20 июля 1675 по 15 октября 1689. Епископ-архиепископ Лукки с 27 сентября 1690 по 25 августа 1700. Кардинал-священник с 1 сентября 1681, с титулом церкви Санто-Стефано-аль-Монте-Челио с 14 ноября 1689 по 25 августа 1700.